# KELZIE
KELZIE（ケルジー、1991年12月8日 - ）は、中国の音楽プロデューサー、作曲家、作詞家、歌手、DJ。
本名は孫 侨志 (そん きょうし)。

## 経歴
バークリー音楽院に在学中、中国ポップミュージックのゴッドファーザー、張亞東によって見出された。2014年、李宇春の同名アルバムのリードトラック「A Magical Encounter 1987」を作曲。2015年5月4日に第8回アーバンミュージックアワードの最も人気のあるシングルポップにノミネートされた。
2020年6月、李宇春と再度タッグを組み、Mango TVのバラエティ番組「乗風破浪的姐姐」シーズン1のテーマソング「MS PRICELESS」を制作。この楽曲は第2回テンセント 音楽エンターテインメント大賞の年間トップ10ソング賞を受賞した。
2021年にSony Music Publishingと契約締結。 
2022年、プロデューサーとしての初業務として、 ココ・リー の歌「PLAYBOY」の歌詞と曲を制作し、11月25日にリリースした。
2023年2月14日、ココ・リー のために特別に作られた楽曲「TRAGIC」をリリース。この楽曲はワーナーミュージックからのリリースとなり、「TRAGIC」のジャケット写真とPVのデザイン、撮影、編集を自ら手掛けた。制作には半年以上を要し、バレンタインデーにリリースした。
2023年5月20日、自ら作曲、プロデュース、監督を務め、ココ・リーが歌うテンセント ビデオのアニメ「斗羅大陸雙神戰雙神」の主題歌「戦歌 (战歌)」をリリースした。 

## 人物
- 父親の「常に他者とは違うことができるオリジナルな発想を持ち続けるように」という教えもあり、幼少期は好奇心に溢れ奇想天外な発想に富んだ子供だった。また一方で父親は厳格な一面を持っており、幼い頃から厳しいレッスンでの基礎的なピアノの技術を学ぶとともにモーツァルトやベートーヴェンなどのクラシック音楽の知識を 育んだ。 この頃、他人の曲を弾くだけのピアニストではなく「クリエイター」になりたいという気 持ちが芽生えたと、中国の人気雑誌「SUPER」 世界青年のインタビューで語っている。 その後アメリカマサチューセッツ州にあるバークリー音楽院に進学を決め、「反抗的な音楽」の道を歩み始めた。
- 「バークリー音楽院在学中、ジャズ、ブルース、モダン・ロックの長い歴史の中に自身の 音楽創作の文脈を見出した。」とインタビューに語っている。
- 同校在籍中に「A Magical Encounter 1987」や「MS PRICELESS」など業界から広く認められるような楽曲を制作した。
- 「MS PRICELESS」の成功は、初めて彼が高い自己認識を持つきっかけとなった。また同時にそれまでのルールを破り、自己を追究する過程の中でココ・リーとの連携をより深くし、ココの存在が自身の音楽制作への情熱と自信をより強め、また異なるサイドから音楽にアプローチするきっかけとなった。